# Non succederà più/Un filo di pazzia
Non succederà più/Un filo di pazzia è un singolo di Claudia Mori, pubblicato nel 1982 dalla Compagnia Generale del Disco.
La canzone è stata presentata in anteprima e fuori gara durante la serata finale del Festival di Sanremo 1982; diventerà il singolo più venduto dell'intero Festival.
L’arrangiamento originale della canzone è stato composto da Pinuccio Pirazzoli.

## Tracce
Lato A
1. Non succederà più (feat. Adriano Celentano) – 4:13 (Giancarlo Bigazzi)

Lato B
1. Un filo di pazzia – 3:56 (Loredana Rancati, Mario Balducci)

## Cover
Stefania Cento è interprete di una cover pubblicata nella compilation Canzone Amore Mio Anni 60/70/80, edita dalla De Agostini Editore nel 2000.
Gennaro Cosmo Parlato la reinterpreta nel 2005 per il suo album Che cosa c'è di strano?.
Una versione a due voci del brano viene proposta al Festival di Sanremo 2020 da Elettra Lamborghini e Myss Keta, nella serata dedicata alle canzoni che hanno fatto la storia del Festival.